# Portos flygplats
Portos "Francisco de Sá Carneiro" flygplats  (IATA: OPO, ICAO: LPPR) är en internationell flygplats utanför den portugisiska staden Porto (Oporto), Portugal. Det ligger 11 km  nordväst om Clérigos Tower (i centrum av Porto). Dess läge är uppdelat mellan kommunerna Maia, Matosinhos och Vila do Conde. Flygplatsen drivs av ANA – Aeroportos de Portugal och är för närvarande (2023) den näst mest trafikerade i landet, baserat på flygplansverksamhet, och den näst mest trafikerade av passagerare, baserat på Aeroportos de Portugals trafikstatistik, efter Lissabons flygplats och före Faros flygplats. Flygplatsen är bas för easyJet, Ryanair, TAP Air Portugal och dess dotterbolag TAP Express.

## Historik
Flygplatsen vid Porto öppnade 1945 och var från början känd som Pedras Rubras Airport, efter namnet på orten där flygplatsen ligger: Pedras Rubras ("röda klippor"). Den är fortfarande känd under detta namn i regionen. Marken som flygplatsen byggdes på var ursprungligen jordbruksmark, kännetecknad av rik jord som möjliggjorde odling av olika spannmål.
Det döptes om 1990 efter den tidigare portugisiska premiärministern Francisco de Sá Carneiro, som dog i en flygolycka när han reste till denna flygplats den 4 december 1980.
Tillsammans med flygplatserna i Lissabon, Faro, Ponta Delgada, Santa Maria, Horta, Flores, Madeira och Porto Santo, beviljades flygplatsens tillstånd till ANA Aeroportos de Portugal den 18 december 1998 för att ge stöd till civil luftfart, enligt bestämmelser i dekret 404/98. Med denna koncession blev ANA ansvarig för planering, utveckling och konstruktion av framtida infrastruktur.
En ny terminalbyggnad, utformad av det portugisiska företaget ICQ, byggdes mellan 2003 och 2006 och togs i drift under sista kvartalet 2006.

## Flygbolag och destinationer
Följande flygbolag erbjuder året runt och säsongsbetonade reguljär- och charterflyg på Porto Airport: 
| Flygbolag                     | Destinationer |
| ----------------------------- | --- |
| Aegean Airlines               | Athens |
| Air Albania                   | Säsong charter: Tirana |
| Air Europa                    | Madrid |
| Air France                    | Paris–Charles de Gaulle |
| Air Horizont                  | Säsong charter: Djerba, Nador, Olbia, Oujda (begins 15 June 2024) |
| Air Nostrum                   | Säsong charter: Alicante, Almería, Fuerteventura, Gran Canaria, Lanzarote, Menorca, Oujda, Palma de Mallorca, Reus |
| Air Serbia                    | Belgrade |
| Air Transat                   | Toronto–Pearson Säsong: Montréal–Trudeau |
| airBaltic                     | Säsong: Riga |
| Austrian Airlines             | Vienna |
| Azores Airlines               | Boston (begins 4 June 2024), New York–JFK (begins 3 June 2024), Ponta Delgada, Terceira, Toronto–Pearson (begins 1 June 2024) |
| British Airways               | London–Gatwick |
| Brussels Airlines             | Brussels |
| easyJet                       | Basel/Mulhouse, Bordeaux, Bristol, Funchal, Geneva, London–Gatwick, London–Luton, Luxembourg, Lyon, Madrid, Manchester, Marrakech, Milan–Malpensa, Nantes, Nice, Paris–Charles de Gaulle, Pisa, Prague, Toulouse, Zürich Säsong: Berlin, Glasgow, Ibiza, Menorca (begins 25 June 2024), Naples, Palermo, Palma de Mallorca, Paris–Orly, Porto Santo |
| Eurowings                     | Berlin, Düsseldorf Säsong: Hamburg, Stuttgart |
| Iberia                        | Madrid |
| Iberojet                      | Säsong charter: Cancún, Punta Cana, Varna |
| Jet2.com                      | Säsong: Birmingham (begins 27 March 2025), Manchester (begins 27 March 2025) |
| KLM                           | Amsterdam |
| Lufthansa                     | Frankfurt, Munich |
| Luxair                        | Luxembourg |
| Norwegian Air Shuttle         | Säsong: Copenhagen, Oslo |
| Nouvelair                     | Säsong charter: Djerba, Monastir |
| Play                          | Säsong: Reykjavik–Keflavík |
| Privilege Style               | Säsong charter: Porto Santo |
| Royal Air Maroc               | Casablanca |
| Ryanair                       | Alicante, Barcelona, Beauvais, Belfast–International, Bergamo, Berlin, Birmingham, Bologna, Bordeaux, Bristol, Brive, Brussels, Budapest, Châlons-Vatry, Charleroi, Clermont-Ferrand, Cologne/Bonn, Dole, Dortmund, Dublin, Edinburgh, Eindhoven, Faro, Funchal, Hahn, Hamburg, Karlsruhe/Baden-Baden, Krakow, La Rochelle, Leeds/Bradford, Lille, London–Stansted, Luxembourg, Maastricht/Aachen, Madrid, Málaga, Malta, Manchester, Marrakech, Marseille, Memmingen, Milan–Malpensa, Nîmes, Ponta Delgada, Rome–Ciampino, Seville, Stockholm–Arlanda, Strasbourg, Tangier (begins 2 April 2024), Tenerife–South, Terceira, Toulouse, Tours, Treviso, Turin, Valencia, Vienna, Warsaw–Modlin, Wrocław Säsong: Agadir, Bari, Billund, Bremen, Cagliari, Carcassonne, Castellón, Copenhagen, Gran Canaria, Ibiza (begins 2 May 2024), Liverpool, Nuremberg,Mall:Better source needed Palma de Mallorca, Shannon, Trapani, Verona, Weeze |
| Scandinavian Airlines         | Copenhagen |
| Smartwings                    | Säsong charter: Boa Vista (begins 25 June 2024), Dakar–Diass (resumes 3 June 2024), Menorca (begins 13 June 2024) Sal (begins 25 June 2024) |
| Sun d'Or                      | Säsong: Tel Aviv |
| Swiss International Air Lines | Geneva, Zürich |
| TAAG Angola Airlines          | Säsong: Luanda |
| TAP Air Portugal              | Funchal, Geneva, Lisbon, Luanda, London–Gatwick, Luxembourg, Newark, Paris–Orly, Rio de Janeiro–Galeão, São Paulo–Guarulhos, Zürich Säsong: Ponta Delgada |
| Transavia                     | Amsterdam, Brest, Funchal, Lyon, Nantes, Paris–Orly Säsong: Ponta Delgada |
| Turkish Airlines              | Istanbul |
| United Airlines               | Säsong: Newark |
| Volotea                       | Nantes Säsong: Bilbao |
| Vueling                       | Barcelona, Bilbao, Paris–Orly Säsong: Ibiza, Tenerife–North |
| Wizz Air                      | Milan–Malpensa, Rome Fiumicino Säsong: Warsaw–Chopin |
| World2Fly                     | Säsong charter: Punta Cana |